# Halil Akbunar
Halil Akbunar (Smirne, 9 novembre 1993) è un calciatore turco, centrocampista dell'Eyüpspor.

## Carriera

### Club
Ha giocato nella prima divisione turca.

### Nazionale
Ha giocato nella nazionale turca Under-19.
Ha partecipato ai Mondiali Under-20 del 2013; nel 2021 ha giocato 2 partite nella nazionale maggiore turca.

## Palmarès
- TFF 2. Lig: 1

Göztepe: 2014-2015